# 大村政夫
大村 政夫（おおむら まさお、1914年6月23日 - 1998年2月11日）は、日本の彫刻家。高等学校美術科教諭、高校野球指導者。日展特選2回。日展参与を務めた。

## 人物・来歴
東京都京橋区東湊町に生まれる。伊豆豆陽中学卒業。1940年3月、東京美術学校彫刻科卒業。同年12月、応召従軍。1949年、静岡県立静岡城内高等学校奉職。1951年、静岡県立静岡商業高等学校非常勤講師奉職。1963年、静岡商業高校非常勤講師退任。1968年第11回日展・1969年改組第1回日展において特選（2年連続）。1975年、静岡高校退職。

### 芸術分野における後進の指導
1949年から1975年の間、静岡高校で多くの後進を育てた。薮崎昭は画家を目指し大村に相談したところ「『よし、明日からやろう』と言われ、石膏デッサンが始まった。大村は基礎をみっちりと教え、基本から外れた描き方は見逃さなかった。静岡城内高初の東京芸術大学入学だった」と当時を振り返っている。木版画の牧野宗則は、美術学校を出ておらず「静高の美術教師大村政夫の教えが役立った。」、画家の笹尾光彦も「美大入試のために静高時代、美術教師大村政夫のアトリエに通い、デッサンに励んだ。『正月の一、二日を除き、連日通った。そのときの経験が役立ち、ブランクがあっても絵をかけた。』」と、回顧している。建築家の高木滋生は、「美術系大学を目指していた高校時代、美術教師の大村政夫が高校生のために開放した自宅のアトリエに通い続け、デッサンを繰り返した。同じ志をもつ静高生ら十人ほどの生徒がアトリエに集まっていた。」、高木の１年後輩でやはり建築家となった曽根幸一も、「高校時代、放課後になると美大志望のほかの生徒と美術教師大村政夫のアトリエでデッサンなどの基礎を習得した。」、木版画家浦田周社、ジュエリーデザイナーの石川暢子、ガラス造形作家増田洋美も、大村が開放した自宅のアトリエで放課後学んだことを伝えている。大村の元で学んだ多くが、彼の母校である東京芸術大学をはじめとする芸術系の大学に進学した。
その指導は、高校の一美術教師の枠を超えており、数々の画家、建築家、工芸作家、デザイナーを産んだ。それら門下生によるさまざまな分野における活躍には目を見張るものがあり、大村が芸術教育を通じて果たした社会への貢献は計り知れない。

### 名門野球部の部長として
大村は、1961年、石膏像「新生」を製作。「この像を制作した前の年は静高野球部が 甲子園で法政二高に敗れて全国大会準優勝した年であった。私は（旧制）豆陽中学時代に5年間捕手をしていたので、静高に奉職してからは大いに応援したものである。準優勝のメンバーが卒業して新メンバーになり、夏の大会に臨むに当たり新メンバーに対する希望と激励の気持ちで作った。」と語っている。（「新生」は静岡高校が所有。）
その後、静高の野球部長として、1963年夏（選手権第45回大会）、1965年春（選抜第37回大会）には田口一男監督と共に、また1970年夏（選手権第52回大会）には野島譲監督と共に、通算6回の甲子園出場を果たしている。この間、静岡高校では、佐藤竹秀（近鉄）、小田義人（ヤクルト）、服部敏和（近鉄）、望月充（阪神）、植松精一（阪神）ら、後にプロ野球に進む選手がプレー。監督・選手と共に1960年代から1970年代前半の静高野球部の黄金期を支えた。

## 著書
- 『Masao Omura = 大村政夫 : 喜寿記念展 : G.O展1991』 松坂屋静岡店 1991

## 作品（外部リンク）
- 長島銀蔵翁之壽像 1973年
- 花を捧げる女
- 裸婦 木版画